# Didi (Guinée)
Ne doit pas être confondu avec Didi.
Pour les articles homonymes, voir Didi (homonymie).
Didi est une ville et une sous-préfecture de Guinée rattachée à la préfecture de Siguiri et la région de Kankan.
Le chef lieu est Didi.

## Histoire
Elle est érigée en sous-préfecture le 16 mars 2021,.

## Subdivision administrative
Didi est composer de 12 districts.
| Districts | Secteurs                                      |
| --------- | --------------------------------------------- |
| Didi 1    | Didi centre                                   |
| Didi 2    | Didi 2 centre                                 |
| Didi 3    | Djélikourou                                   |
| Nafadji   | Nafadji centre et Finabala                    |
| Daba      | Daba centre                                   |
| Korèkoè   | Korèkorè centre                               |
| Mankono   | Mankono centre                                |
| Alahinè   | Alahinè centre                                |
| Faraba    | Faraba centre                                 |
| Mankiti   | Mankiti centre                                |
| Kérouané  | Kérouané centre                               |
| Fifa      | Kignédougou, Hilimaloh, Hiroda et Djidja fara |